# Eurukuttarus asiatica
Eurukuttarus asiatica är en fjärilsart som beskrevs av Ménétriés. Eurukuttarus asiatica ingår i släktet Eurukuttarus och familjen säckspinnare. Inga underarter finns listade i Catalogue of Life.